# Глобальная комиссия по вопросам наркополитики
Глобальная комиссия по вопросам наркополитики (англ. Global Commission on Drug Policy (GCDP)) — общественная комиссия, основанная в 2011 году. В своём докладе в 2011 году она дала оценку глобальной войне с наркотиками: «Глобальная война с наркотиками проиграна с разрушительными последствиями для личности и общества по всему миру». В отчёте говорится, что жёсткая антинаркотическая политика последних четырёх десятилетий не достигла своей цели — изгнания наркотиков и по сути породила широкую эскалацию насилия. В качестве альтернативы авторы доклада предлагают декриминализацию употребления наркотиков для тех, кто не причиняет вреда окружающим.
Комиссия была сформирована, чтобы довести до международного уровня осознанную научно-обоснованную дискуссию о гуманных и эффективных способах уменьшить вред, который причиняют наркотики человеку и обществу. Опирается на успешный опыт Латиноамериканской комиссии по проблемам наркотиков и демократии.
9 сентября 2014 года Глобальная комиссия по вопросам наркополитики представила в Нью-Йорке второй доклад. Предлагается легализовать употребление и хранение всех наркотиков, кроме крэк-кокаина и дезоморфина, прекратить преследование мелких наркоторговцев, регулировать продажу наркотиков теми же механизмами, что и табачные изделия и алкогольные напитки.

На смену карательной идеологии должны прийти более гуманные и эффективные подходы, основанные на научных данных, принципах общественного здравоохранения и правах человека.— Доклад Глобальной комиссии по вопросам наркополитики

## Члены комиссии
Членами Совета комиссии на конец 2016 года являлись 23 человека:
- Кофи Аннан ( Гана) — генеральный секретарь ООН в 1997—2006 годах.
- Луиза Арбур ( Канада) — верховный комиссар ООН по правам человека в 2004—2008 годах, президент Международной группы по предотвращению кризисов[англ.].
- Павел Бем ( Чехия) — приматор Праги в 2002—2010 годах, депутат Парламента Чехии.
- Брэнсон, Ричард ( Великобритания) — британский предприниматель, основатель корпорации Virgin Group, один из основателей организации «Старейшины».
- Марио Варгас Льоса ( Перу) — перуанский писатель, лауреат Нобелевской премии.
- Пол Волкер ( США) — президент Федерального резервного банка Нью-Йорка в 1975—1979 годах, председатель Совета Управляющих Федеральной резервной системы в 1979—1987 годах.
- Сесар Гавириа ( Колумбия) — президент Колумбии в 1990—1994 годах.
- Ананд Гровер ( Индия) — бывший Специальный докладчик ООН по вопросу о праве на здоровье.
- Асма Джахангир ( Пакистан) — пакистанский адвокат и активист правозащитного движения, специальный докладчик ООН по вопросу о свободе религии или убеждений в 2004—2010 годах.
- Рут Дрейфус ( Швейцария) — президент Швейцарии в 1999 году, начальник Департамента внутренних дел в 1993—2002 годах.
- Мария Катауи ( Швейцария) — член Совета Petroplus, бывший генеральный секретарь Международной торговой палаты.
- Мишель Казачкин ( Франция) — специальный посланник ООН по ВИЧ/СПИДу в Восточной Европе и Центральной Азии, директор Глобального фонда для борьбы с ВИЧ/СПИДом, туберкулёзом и малярией в 2007—2012 годах.
- Фернанду Энрики Кардозу ( Бразилия) — президент Бразилии в 1995—2003 годах (глава комиссии до 2016 года).
- Александр Квасьневский ( Польша) — президент Польской Республики в 1995—2005 годах.
- Ник Клегг ( Великобритания) — заместитель премьер-министра Великобритании в 2010—2015 годах.
- Рикардо Лагос ( Чили) — президент Чили в 2000—2006 годах.
- Олусегун Обасанджо ( Нигерия) — президент Нигерии в 1999—2007 годах.
- Георгиос Папандреу ( Греция) — премьер-министр Греции в 2009—2011 годах.
- Жорже Сампайю ( Португалия) — президент Португальской Республики в 1996—2006 годах.
- Эрнесто Седильо ( Мексика) — президент Мексики в 1994—2000 годах.
- Хавьер Солана ( Испания) — Верховный представитель Европейского союза по общей внешней политике и политике безопасности в 1999—2009 годах.
- Торвальд Столтенберг ( Норвегия) — верховный комиссар ООН по делам беженцев в 1990 году, министр иностранных дел Норвегии в 1990—1993 годах.
- Джордж Шульц ( США) — госсекретарь США в 1982—1989 годах (почётный глава комиссии).

### Бывшие члены
- Карлос Фуэнтес ( Мексика) — мексиканский писатель (умер в 2012 году).
- Марион Касперс-Мерк[англ.] ( Германия) — парламентский статс-секретарь при Министерстве здравоохранения Германии в 2005—2009 годах.
- Джон К. Уайтхед[англ.] ( США) — американский банкир и государственный деятель, основатель и председатель Национального мемориала и музея 11 сентября (умер в 2015 году).